# Luka Garza
Luka Garza (Washington, D.C., 27 de dezembro de 1998) é um jogador americano-bósnio de basquete profissional que atualmente joga no Boston Celtics da National Basketball Association (NBA).
Ele jogou basquete universitário pelo Universidade de Iowa e foi selecionado pelo Detroit Pistons como a 52º escolha geral no Draft da NBA de 2021. Em 2025, após o fim da temporada, ele se tornou agente livre e assinou um contrato de US$ 5,5 milhões em 2 anos com o Boston Celtics

## Início da vida e carreira no ensino médio
Garza cresceu nos subúrbios de Washington, D.C. Ele aprendeu a jogar basquete com seu pai, Frank, que jogou pela Universidade de Idaho. Garza assistiu a fitas de vídeo que seu pai coletou de ex-jogadores como Kareem Abdul-Jabbar e tentou recriar seus movimentos.
Ele tinha 2,01 m como calouro na Maret School em Washington, D.C., mas não conseguia enterrar até o segundo ano. No ensino médio, Garza foi treinado por Chuck Driesell, filho do treinador Lefty Driesell. Em sua última temporada, ele teve médias de 24,6 pontos, 11,7 rebotes e 2,5 bloqueios. Garza levou Maret ao título da Associação Atlética Estadual do Distrito de Columbia (DCSAA) e ganhou o prêmio de Jogador do Ano. Ele deixou a escola como o maior pontuador de todos os tempos com 1.993 pontos.

### Recrutamento
Ele era um recruta de quatro estrelas e escolheu jogar basquete universitário na Universidade de Iowa e rejeitar as ofertas de Georgetown, Geórgia e Notre Dame.
| Nome | Cidade Natal                           | Escola            | Altura              | Peso            | Data                   |
| --- | -------------------------------------- | ----------------- | ------------------- | --------------- | ---------------------- |
| Luka Garza C | Washington, D.C.                       | Maret School (DC) | 6 ft 11 in (2.11 m) | 265 lb (120 kg) | 10 de Setembro de 2016 |
| Luka Garza C | Recrutamento: Rivals: 247Sports: ESPN: |                   |                     |                 |                        |
| Rankings: Rivals: 111º \| 247Sports: 105º \| ESPN: 100º |                                        |                   |                     |                 |                        |
| - Nota: Em muitos casos, Scout, Rivals, 247Sports e ESPN podem entrar em conflito em suas listas de altura e peso, nestes casos, a média foi obtida. - Fonte: |                                        |                   |                     |                 |                        |

## Carreira universitária

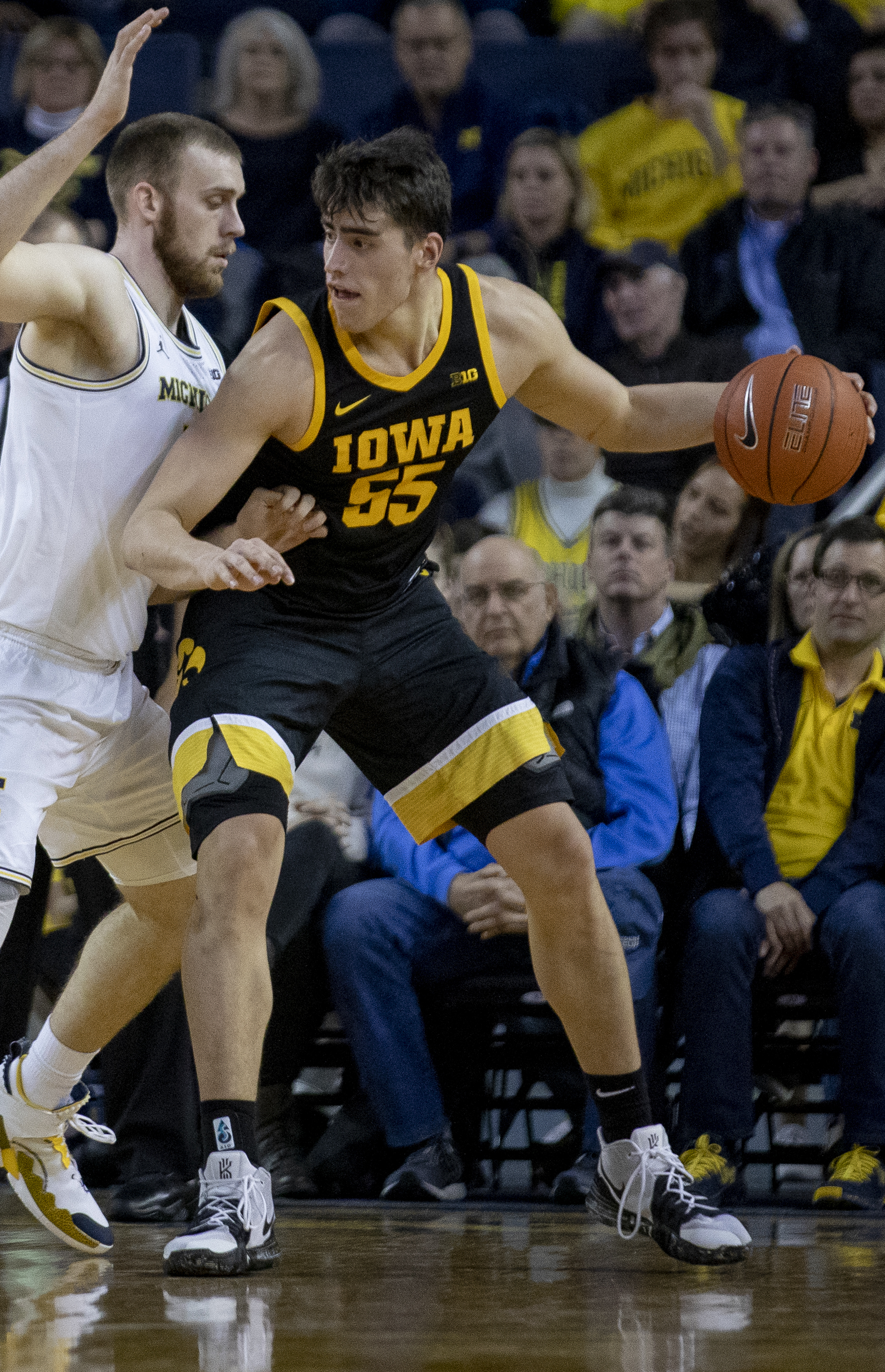
Garza (à direita) em dezembro de 2019

### Calouro (2017–2018)
Em sua estreia universitária contra Chicago State, Garza fez 16 pontos. No jogo seguinte, uma vitória sobre Alabama State, ele teve seu primeiro duplo-duplo de 11 pontos e 13 rebotes e foi nomeado o Calouro da Semana na Big Ten. Como calouro, Garza teve médias de 12,1 pontos e 6,4 rebotes.

### Segunda temporada (2018–2019)
Pouco antes de sua segunda temporada, Garza passou por uma cirurgia para remover um cisto de 4,1 kg que estava em seu baço. Ele também lidou com uma torção no tornozelo em janeiro de 2019.
No Torneio da NCAA, Garza registrou 20 pontos e sete rebotes em uma vitória sobre Cincinnati. Ele teve médias de 13,1 pontos e 4,5 rebotes e foi nomeado como uma menção honrosa para a Equipe da Big Ten pela mídia.

### Terceira temporada (2019–2020)
Em 6 de dezembro, Garza marcou 44 pontos, a terceira maior marca da história de Iowa, em uma derrota por 103-91 para Michigan. Ele seguiu com 21 pontos e 10 rebotes em uma vitória por 72-52 sobre Minnesota e foi nomeado o Jogador Nacional da Semana.
Em uma vitória por 84-68 contra Iowa State em 12 de dezembro, Garza teve um dente solto depois de levar uma cotovelada do companheiro de equipe Joe Wieskamp. Ele voltou ao jogo e terminou com 21 pontos e 11 rebotes. Em 4 de janeiro de 2020, Garza teve 34 pontos e 12 rebotes em uma derrota por 89-86 para Penn State. Em 13 de fevereiro, ele registrou 38 pontos, oito rebotes e quatro bloqueios em uma derrota por 89-77 para Indiana.
No final da temporada regular, Garza teve médias de 23,9 pontos e 9,8 rebotes e foi eleito o Jogador do Ano da Big Ten e o Jogador Nacional do Ano pela Sporting News. Após a temporada, ele se declarou para o draft da NBA de 2020 mas em 2 de agosto, ele anunciou que estava se retirando do draft e retornando a Iowa.

### Última temporada (2020–2021)
Em 27 de novembro, Garza marcou 41 pontos, o recorde da Carver-Hawkeye Arena, em uma vitória por 103-76 sobre Southern. Ele se juntou a John Johnson como os únicos jogadores na história da universidade a registrar dois jogos de 40 pontos. Em 3 de dezembro, registrou 35 pontos e 10 rebotes na vitória por 99-58 sobre Western Illinois.
Em 2 de fevereiro de 2021, Garza marcou seu 2.000º ponto em uma vitória sobre Michigan State. Em 21 de fevereiro, ele registrou 23 pontos e 11 rebotes na vitória por 74-68 sobre Penn State, superando Roy Marble e se tornando o maior pontuador de todos os tempos de Iowa. Depois de uma vitória sobre Wisconsin, o diretor atlético Gary Barta anunciou que estaria aposentando o número 55 de Garza.
No final da temporada, Garza foi novamente nomeado o Jogador do Ano pelo Sporting News, tornando-se o primeiro bicampeão desde Michael Jordan em 1983 e 1984. Em sua última temporada, ele teve médias de 24,1 pontos e 8,7 rebotes e se tornou o primeiro jogador na história de Iowa a ser duas vezes nomeado o Jogador do Ano da Big Ten.

## Carreira profissional

### Detroit Pistons (2021–2022)
Garza foi selecionado pelo Detroit Pistons como a 52ª escolha geral no draft da NBA de 2021. Depois de um excelente desempenho na Summer League, Garza assinou um contrato de mão dupla com os Pistons e com o seu afiliado na G-League, o Motor City Cruise. Em 24 de setembro, a equipe anunciou que havia convertido seu contrato de duas vias para um acordo padrão.
Em 23 de outubro, Garza fez sua estreia na NBA e registrou três pontos, dois rebotes, dois roubos de bola e uma assistência em uma derrota por 97-82 para o Chicago Bulls. Em 23 de novembro, ele fez sua primeira partida como titular e teve sete pontos, três rebotes e duas assistências na derrota por 100-92 para o Miami Heat. Em 1º de janeiro de 2022, Garza registrou seu primeiro duplo-duplo da carreira com 20 pontos e 14 rebotes em uma vitória por 117-116 sobre o San Antonio Spurs. Juntamente com os companheiros de equipe Hamidou Diallo e Saddiq Bey, eles se tornaram o primeiro trio na história da liga a registrar 20 pontos e 14 rebotes no mesmo jogo em mais de 40 anos.

### Minnesota Timberwolves (2022–Presente)
Em 23 de agosto de 2022, Garza assinou um contrato com o Minnesota Timberwolves. Em 15 de outubro de 2022, os Timberwolves converteram seu acordo em um contrato de duas vias. Em 3 de julho de 2023, ele assinou outro contrato de duas vias com os Timberwolves.
Em 4 de abril de 2024, o contrato de Garza foi convertido para um contrato padrão da NBA, abandonando seu status bidirecional e permitindo que ele jogasse pelo Timberwolves durante os playoffs da NBA de 2024. Isso aconteceu um dia após um jogo contra o Toronto Raptors em que Garza marcou 16 pontos em 9 minutos, seu recorde da temporada.
Em 6 de julho de 2024, Garza assinou um contrato de 2 anos e US$4.5 milhões com o Timberwolves.

## Carreira na seleção
Em setembro de 2020, Garza manifestou interesse em representar a Seleção Bósnia. Em dezembro de 2021, ele disse a um repórter que finalizou o processo de obtenção da dupla cidadania. Ele estreou em agosto de 2023 em uma partida pelas eliminatórias olímpicas contra Portugal, terminando a partida com 15 pontos e 12 rebotes.

## Estatísticas da carreira

### NBA

#### Temporada regular
| Ano      | Equipe    | PJ | PT | MPJ  | AP   | 3P   | LL   | RT  | AS | BR | TO | PPJ |
| -------- | --------- | -- | -- | ---- | ---- | ---- | ---- | --- | -- | -- | -- | --- |
| 2021–22  | Detroit   | 32 | 5  | 12.2 | .449 | .327 | .623 | 3.1 | .6 | .3 | .2 | 5.8 |
| 2022–23  | Minnesota | 28 | 0  | 8.7  | .543 | .359 | .788 | 2.3 | .6 | .1 | .1 | 6.5 |
| 2023–24  | Minnesota | 25 | 0  | 4.9  | .480 | .281 | .720 | 1.2 | .2 | .2 | .0 | 4.0 |
| Carreira | Carreira  | 85 | 5  | 8.6  | .490 | .322 | .710 | 2.2 | .4 | .2 | .1 | 5.4 |

#### Playoffs
| Ano  | Equipe    | PJ | PT | MPJ | AP   | 3P   | LL   | RT | AS | BR | TO | PPJ |
| ---- | --------- | -- | -- | --- | ---- | ---- | ---- | -- | -- | -- | -- | --- |
| 2024 | Minnesota | 7  | 0  | 3.7 | .833 | .667 | .875 | .9 | .1 | .0 | .0 | 4.1 |

### Universitário
| Ano      | Equipe   | PJ  | PT  | MPJ  | AP   | 3P   | LL   | RT  | AS  | BR | TO  | PPJ  |
| -------- | -------- | --- | --- | ---- | ---- | ---- | ---- | --- | --- | -- | --- | ---- |
| 2017–18  | Iowa     | 33  | 26  | 21.7 | .557 | .348 | .681 | 6.4 | 1.1 | .3 | 1.0 | 12.1 |
| 2018–19  | Iowa     | 32  | 30  | 23.7 | .531 | .292 | .804 | 4.5 | .9  | .3 | .5  | 13.1 |
| 2019–20  | Iowa     | 31  | 31  | 32.0 | .542 | .358 | .651 | 9.8 | 1.2 | .8 | 1.8 | 23.9 |
| 2020–21  | Iowa     | 31  | 31  | 31.5 | .553 | .440 | .709 | 8.7 | 1.7 | .7 | 1.6 | 24.1 |
| Carreira | Carreira | 127 | 118 | 27.2 | .545 | .359 | .711 | 7.3 | 1.2 | .5 | 1.2 | 18.2 |

Fonte:

## Vida pessoal
O pai de Garza é de origem hispano-americana e sua mãe é da Bósnia e Herzegovina. Ambos os pais de Garza têm experiência no basquete: seu pai, Frank, jogou na Universidade de Idaho, e sua mãe, Šejla, jogou profissionalmente na Europa. Seu avô paterno, James Halm, jogou basquete universitário na Universidade do Havaí. Seu tio materno, Teoman Alibegović, é o maior pontuador de todos os tempos da Seleção Eslovena. Seus primos Amar Alibegović, Mirza Alibegović e Denis Alibegović são jogadores profissionais de basquete na Europa. O seu avô materno, Refik Muftić, foi um goleiro de futebol, tendo passado toda a sua carreira no FK Sarajevo.
A mãe de Garza também é assistente executiva na Embaixada da Bósnia e Herzegovina em Washington, D.C.